# جينا
جينا (Gina) راقصة مصريه مبدعه من أصل أرمنى عاشت في الأسكندرية في فترة الثلاثينات واتجهت الى العمل بالسينما وظهرت في الكتير من الأفلام كراقصة و ممثلة تؤدى الرقصات الإستعراضية أكثر من المنفردة زى استعراض أغنية " ليالى الأنس " بفيلم "غرام وانتقام" 1944 واستعراضات فيلم "أسمر وجميل "1950 حيث رقصت ومثلت مع "عبد العزيز محمود" ومن أفلامها " دنانير"1939 و "مغامرات عنتر وعبله"1947 و غزل البنات 1949 و "السر في بير"1952.

## حياتها
كان أبوها  يعمل «ريجيسير» و أمها تعمل خياطة ملابس في الأستوديوهات، فكان من الطبيعي، أن تكون فنانة.. تربت بين أروقة المسرح والأستوديوهات، وابتدت من الصفر حتى صارت  واحدة من المشاهير، هى مصرية من أصل أرمنى عاشت في الإسكندرية في فترة الثلاثينات، اسمها الحقيقى ازنيف ارشاك.
عند بلوغها لسن 11 عام أحضر لها والدها أشهر مدرب رقص وبعدما وصلت لعمر 18 سنة اخذها المدرب في فيلم "دنانير" لأم كلثوم وعباس فارس لتعمل راقصة ومن يومها و زاد عليها الطلب، و مثلت في عدد كبير من الأفلام، ولما جنت الكثير من المال قامت بفتح كباريه في شارع عماد الدين بالقاهرة، و كان اسمه "كازينو جينا".

## فيلموجرافيا
تمثيل (26)
- العاشق المحروم (فيلم)

1954 - فيلم الراقصة
- انا وحبيبى

1953 - فيلم
احدى الراقصات
- بين قلبين

1953 - فيلم
- دهب

1953 - فيلم
احدی الراقصات
- ادينى عقلك

1952 - فيلم
راقصة
- السر في بير

1952 - فيلم
راقصة
- المنزل رقم 13

1952 - فيلم
احدى الراقصات
- قليل البخت

1952 - فيلم
- سماعة التليفون

1951 - فيلم
- نهايه قصه

1951 - فيلم
- اسمر وجميل

1950 - فيلم
- الراقصة ألمونيا
- أيام شبابى

1950 - فيلم
احدى الراقصات
- ليلة الدخله

1950 - فيلم
احدى الراقصات
- ياسمين

1950 - فيلم
راقصة
- غزل البنات

1949 - فيلم
فيفي
- مغامرات عنتر وعبله

1948 - فيلم
بنت الساحر
- عدو المجتمع

1947 - فيلم
ميمى - راقصة
- جمال ودلال

1945 - فيلم
راقصة
- طاقيه الاخفاء

1944 - فيلم
راقصة
- غرام وانتقام

1944 - فيلم
راقصة
- كدب في كدب

1944 - فيلم
- نادوجا

1944 - فيلم
احدى الراقصات
- حب من السماء

1943 - فيلم
ماري
- احب الغلط

1942 - فيلم
راقصة
- احلام الشباب

1942 - فيلم
راقصة مع بهية شقشق
- دنانير

1939 - فيلم
راقصة

صفحة السينما : 